# گوستاوو هنریکه
گوستاوو هنریکه (انگلیسی: Gustavo Henrique؛ زادهٔ ۲۴ مارس ۱۹۹۳) بازیکن فوتبال اهل برزیل است.
از باشگاه‌هایی که در آن بازی کرده‌است می‌توان به باشگاه فوتبال فلامینگو، باشگاه فوتبال سانتوس، و باشگاه فوتبال فنرباغچه اشاره کرد.
وی همچنین در تیم‌های ملی فوتبال زیر ۲۰ سال برزیل و زیر ۲۳ سال برزیل بازی کرده‌است.